# İsabey, Çal
İsabey là một thị trấn thuộc huyện Çal, tỉnh Denizli, Thổ Nhĩ Kỳ. Dân số thời điểm năm 2010 là 1.339 người.